# Лав (сазвежђе)
Лав је једно од сазвјежђда зодијака. Његов латински назив је Leo, а симбол  (♌). Лав лежи између Рака на западу и Девица на истоку. Налази се на северној небеској хемисфери. Његово име је латински за лава, а за древне Грке представљало је Немејског лава којег је убио митски грчки херој Херакле, што значи „Слава Хере” (познатог старим Римљанима као Херкул) као један од његових дванаест задатака. Његов стари астрономски симбол је симбол Лава  (♌︎). Једно од 48 сазвежђа које је описао астроном Птоломеј из 2. века, Лав и данас остаје једно од 88 савремених сазвежђа и једно од најлакше препознатљивих због многих сјајних звезда и препознатљивог облика који подсећа на лава који чучи. Лавља грива и рамена такође формирају астеризам познат као „срп“, који савременим посматрачима може да наличи на обрнути „знак питања“.

## Особине

### Звезде
Лав садржи много сјајних звезда, од којих су многе древни људи појединачно идентификовали. Постоје четири звезде прве или друге величине, које чине ово сазвежђе посебно истакнутим:
- Регул, означен као Алфа Леонис, је плаво-бела звезда главне секвенце магнитуде 1,34, удаљена 77,5 светлосних година од Земље. То је двострука звезда раздвојива двогледом, са секундаром магнитуде 7,7. Његово традиционално име (Регулус) са значењем „мали краљ”.
- Бета Леонис, названа Денебола, налази се на супротном крају сазвежђа од Регула. То је плаво-бела звезда магнитуде 2,23, удаљена 36 светлосних година од Земље. Име Денебола значи „лављи реп”.
- Алгиеба, Гама Леонис, је бинарна звезда са трећом оптичком компонентом; примарна и секундарна се могу разазнати малим телескопима, а терцијарна је уочљива двогледом. Примарна је златно-жута џиновска звезда магнитуде 2,61, а секундарна је слична, али са магнитудом 3,6; имају период од 600 година и удаљене су 126 светлосних година од Земље. Несродна терцијарна, 40 Леониса, је жута звезда магнитуде 4,8. Његово традиционално име, Алгиеба, значи „чело”.
- Делта Леонис, названа Зосма, је плаво-бела звезда магнитуде 2,58, 58 светлосних година од Земље.
- Епсилон Леонис је жути џин магнитуде 3,0, удаљен 251 светлосну годину од Земље.[1]
- Зета Леонис, звана Адхафера, је оптичка трострука звезда. То је бела џиновска звезда магнитуде 3,65, удаљена 260 светлосних година од Земље. Друга најсјајнија, 39 Леонис, је широко размакнута према југу и магнитуде 5,8. 35 Леонис је северно и магнитуде 6,0.
- Јота Леонис је бинарна звезда; очекује се да ће оне бити разазнатљиве малим аматерским телескопима у најширој мери током периода 2053–2063. Голим оком Јота Леонис изгледа као звезда жуте боје магнитуде 4,0. Систем, 79 светлосних година од Земље, има компоненте магнитуде 4,1 и 6,7 са периодом од 183 године.
- Тау Леонис је двострука звезда видљива двогледом. Примарни је жути џин магнитуде 5,0, удаљен 621 светлосну годину од Земље. Секундарна је звезда магнитуде 8.
- 54 Леонис је бинарна звезда удаљена 289 светлосних година од Земље, дељива у малим телескопима. Примарна је плаво-бела звезда магнитуде 4,5, а секундарна је плаво-бела звезда магнитуде 6,3.[1]

Друге именоване звезде у Лаву су Ми Леонис, Расалас (скраћеница од „Ал Рас ал Асад ал Шамалији”, што значи „Лавља глава према југу”); и Тета Леонис, Чертан или Кокса („кук“).
Лав је такође дом једне сјајне променљиве звезде, црвеног дива Р Леониса. То је променљива Мира са минималном магнитудом од 10 и нормалном максималном магнитудом од 6; периодично светли до магнитуде 4,4. Р Леонис, 330 светлосних година од Земље, има период од 310 дана и пречник од 450 соларних пречника.
Звезда Вук 359 (ЦН Леонис), једна од најближих звезда Земљи на удаљености од 7,8 светлосних година, налази се у Лаву. Вук 359 је црвени патуљак величине 13,5; периодично светли за једну магнитуду или мање јер је бљесковита звезда. Глиес 436, слаба звезда у Лаву, удаљена око 33 светлосне године од Сунца, кружи око транзитне екстрасоларне планете масе Нептуна.
Угљенична звезда ЦВ Лав (IRC +10216) је најсјајнија звезда на ноћном небу у инфрацрвеном N-опсегу (10 μm таласне дужине).
Звезда SDSS J102915+172927 (Кафаова звезда) је звезда популације II у галактичком ореолу који се види у Лаву. Стара је око 13 милијарди година, што је чини једном од најстаријих звезда у галаксији. Има најнижу металност од свих познатих звезда.
Савремени астрономи, укључујући Тихо Браха 1602. године, издвојили су групу звезда које су некада чиниле „ћубу“ лављег репа и искористиле их да формирају ново сазвежђе Береникина кома (Береникина коса), иако је постојао преседан за ту ознаку међу старим Грцима и Римљанима.

### Објекти дубоког неба
Лав садржи много светлих галаксија; Месиер 65, Месиер 66, Месиер 95, Месиер 96, Месиер 105 и НГЦ 3628 су најпознатији, а прва два су део Лављег триплета.
Лавов прстен, облак водоника, гаса хелијума, налази се у орбити две галаксије унутар овог сазвежђа. М66 је спирална галаксија која је део Лављег триплета, чија су друга два члана М65 и НГЦ 3628. Налази се на удаљености од 37 милиона светлосних година и има донекле изобличен облик услед гравитационих интеракција са осталим члановима Триплет, који вуку звезде од М66. Коначно, најудаљеније звезде могу да формирају патуљасту галаксију која кружи око М66. М65 и М66 су видљиве у великим двогледима или малим телескопима, али су њихова концентрисана језгра и елонгација видљиви само у великим аматерским инструментима.
М95 и М96 су спиралне галаксије удаљене 20 милиона светлосних година од Земље. Иако су видљиве као расплинути објекти у малим телескопима, њихова структура је видљива само у већим инструментима. М95 је премошћена спирална галаксија. М105 је отприлике један степен удаљен од пара М95/М96; то је елиптична галаксија 9. магнитуде, такође око 20 милиона светлосних година удаљена од Земље.
НГЦ 2903 је премошћена спирална галаксија коју је открио Вилијам Хершел 1784. По величини и облику је веома слична Млечном путу и налази се 25 милиона светлосних година од Земље. У свом језгру, НГЦ 2903 има много „врућих тачака“, за које је утврђено да се налазе у близини региона формирања звезда. Сматра се да је формирање звезда у овом региону последица присуства прашњаве шипке, која својом ротацијом шаље ударне таласе у област пречника 2.000 светлосних година. Предграђе галаксије има много младих отворених јата.
Лав је такође дом за неке од највећих структура у видљивом универзуму. Неке од структура пронађених у сазвежђу су Клоуз–Кампусано LQG, У1.11, У1.54 и Huge-LQG, које су све велике групе квазара; последња је друга највећа позната структура (видети такође NQ2-NQ4 GRB зид превелике густине).

### Метеорске кише
Леониди се јављају у новембру, са врхунцем 14-15. новембра и имају радијант близак Гама Леонису. Њено матично тело је комета Темпел-Тутл, која изазива значајне изливе сваких 35 година. Нормална вршна брзина је приближно 10 метеора на сат.
Јануарски Леониди су мањи пљусак који достиже врхунац између 1. и 7. јануара.

## Историја и митологија
Лав је једно од најраније препознатих сазвежђа, а археолошки докази указују да су Месопотамци имали слично сазвежђе још око 4000. године пре нове ере. Персијанци су Лава звали Сер или Шир; Турци — Артан; Сиријци — Ајро; Јевреји — Арије; Индуси — Симха, што све значи „лав“. Неки митолози верују да је у Сумеру Лав представљао чудовиште Хумбабу, које је убио Гилгамеш.

## Визуализације
Лав се обично представља као да је астеризам звезда у облику српа задњег дела лавље главе. Срп је обележен са шест звезда: Епсилон Леонис, Ми Леонис, Зета Леонис, Гама Леонис, Ета Леонис и Алфа Леонис. Лављи реп је обележен Бета Леонисом (Денебола), а остатак његовог тела је оцртан Делта Леонисом и Тета Леонисом.

### Митови
- Star Tales – Leo
- Myth Info from comfychair.org
- Myth Info from TheGreekGods.org
- Myth Info from ColdWater Schools
- Myth Info from Star Watch GeoCity
- Myth Info from heavens-above.com
- Warburg Institute Iconographic Database (medieval and early modern images of Leo)